# Lycium europaeum
Lycium europaeum es una especie de arbusto perteneciente a la familia Solanaceae, natural de la región del Mediterráneo.

## Características
Es un arbusto de seto o matorral que alcanza los 5 metros de altura. Tiene las ramas espinosas y las hojas alargadas, enteras y algo gruesas. Las flores, de color rosado o violeta, tienen un cáliz acampanado y una corona con cinco lóbulos. El fruto es una baya globulosa carnosa de color rojo o anaranjado.

## Propiedades
- Se utiliza como diurético e hipotensor.
- Por vía externa se usa en el tratamiento de las úlceras.[1]

## Historia
En la antigüedad se le denominaba spina benedicta debido a que las reliquias de la corona de Cristo que se guardan en Roma son de licio.

## Taxonomía
Lycium europaeum fue descrita por Linneo y publicado en Species Plantarum 1: 192, en el año 1753.
Sinonimia
- Lycium europaeum var. ramulosum (Dunal) Fiori
- Lycium mediterraneum Dunal (1852)[4]

## Nombres comunes
- Castellano: arcinos, arto, artos, cambrón, cambronera, cambroneras, cambronero, cambrones blancos, cambros, carbonera, escambrón, escambronera, escambrones, espina santa, espino blanco, espino cambrón, espino-cambrón, rascaviejas.[5]